# Чемпионат мира по лыжным видам спорта 1938
Чемпионат мира по лыжным видам спорта 1938 года проводился с 24 по 28 февраля 1938 года в финском Лахти. Здесь уже проводился чемпионат мира 1926 года, при этом Лахти стал первым городом второй раз принимающим чемпионат мира. В общекомандном зачёте первенствовали финские спортсмены, завоевавшие 5 медалей, из которых 3 золотые. 

## Лыжные гонки, мужчины

### 18 км
25 февраля 1938 г.
| Медаль  | Спортсмен         | Время   |
| Золото  | Паули Питкянен    | 1:09:37 |
| Серебро | Альфред Дальквист | 1:10:02 |
| Бронза  | Калле Ялканен     | 1:10:56 |

### 50 км
27 февраля 1938 г.
| Медаль  | Спортсмен        | Время   |
| Золото  | Калле Ялканен    | 4:06:09 |
| Серебро | Алвар Ранталахти | 4:10:44 |
| Бронза  | Ларс Бергендаль  | 4:10:54 |

### Эстафета 4 × 10 км
28 февраля 1938 г.
| Медаль  | Команда                                                                      | Время   |
| Золото  | Финляндия (Юсси Куриккала, Мартти Лауронен, Паули Питкянен, Клаэс Карппинен) | 2:38:42 |
| Серебро | Норвегия (Рагнар Рингстад, Олав Экерн, Арне Ларсен, Ларс Бергендаль)         | 2:42:30 |
| Бронза  | Швеция (Свен Ханссон, Дональд Юханссон, Сигурд Нильссон, Мартин Матсбу)      | 2:43:05 |

## Лыжное двоеборье, мужчины
24 февраля 1938 г.
| Медаль  | Спортсмен        | Очки  |
| Золото  | Олаф Хоффсбакен  | 432,6 |
| Серебро | Юн Вестберг      | 412,8 |
| Бронза  | Ханс Виньяренген | 411,2 |

## Прыжки с трамплина, мужчины
27 февраля 1938 г.
| Медаль  | Спортсмен         | Очки  |
| Золото  | Асбьёрн Рууд      | 226,4 |
| Серебро | Станислав Марусаж | 226,1 |
| Бронза  | Хильмар Мюхра     | 225,0 |

## Медальный зачёт
| Место | Страна    | Золото | Серебро | Бронза | Всего |
| ----- | --------- | ------ | ------- | ------ | ----- |
| 1     | Финляндия | 3      | 1       | 1      | 5     |
| 2     | Норвегия  | 2      | 1       | 3      | 6     |
| 3     | Швеция    | 0      | 2       | 1      | 3     |
| 4     | Польша    | 0      | 1       | 0      | 1     |

Жирным выделено максимальное количество медалей в каждой категории.